# Gafet
|  | Per a altres significats, vegeu «Gafet (desambiguació)». |

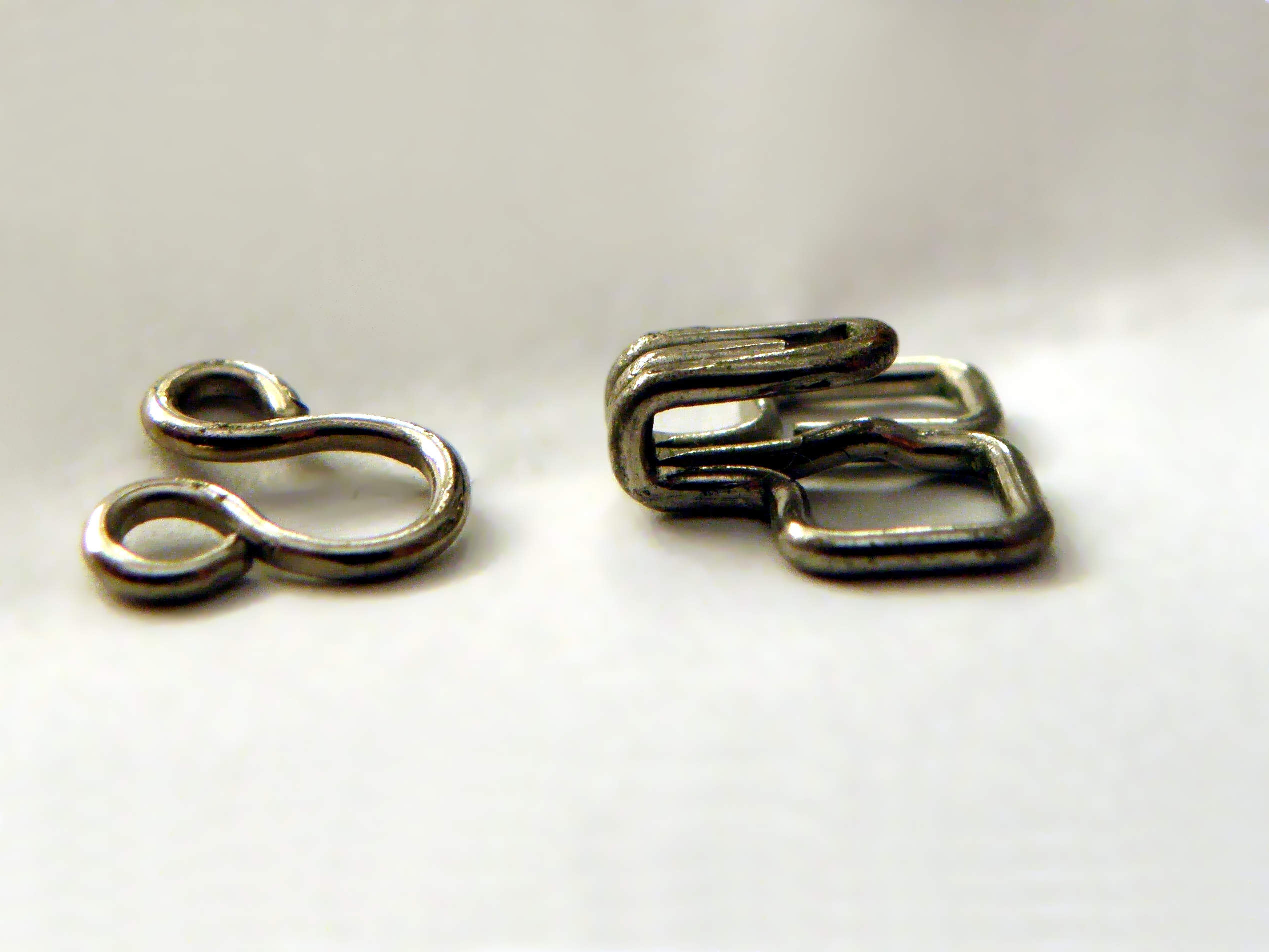
Bagueta (a l'esquerra) i gafet (a la dreta)

Un gafet és una part d'un tipus de tancament senzill i segur que s'utilitza en diversos tipus de peces de vestir, per a subjectar dues peces (generalment de roba) o bé dues parts d'una peça. La tanca completa consisteix en dues peces metàl·liques: un gafet i una bagueta, que es poden enganxar l'una amb l'altra

## Tipus

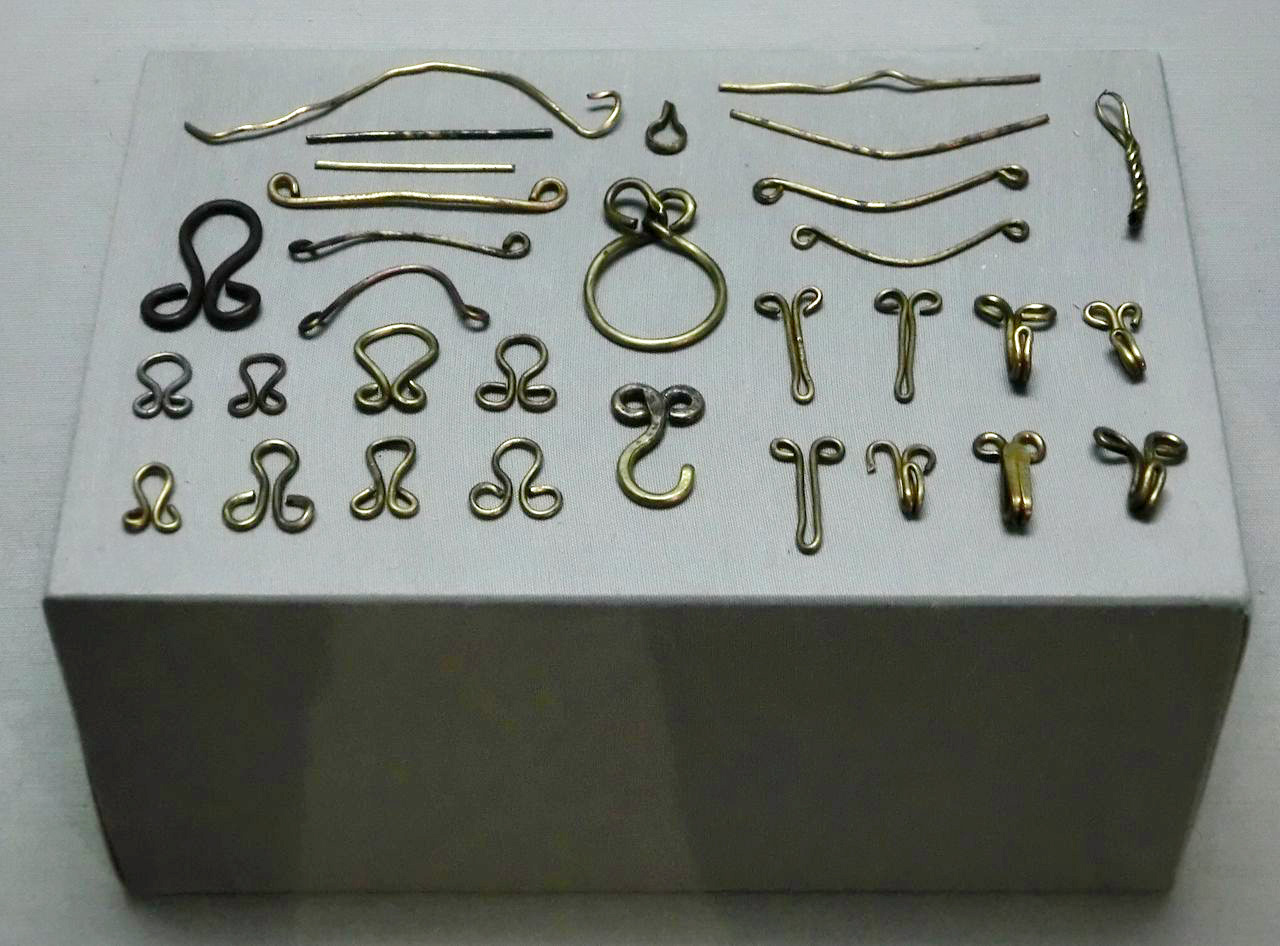
Gafets i baguetes Mühlberg a Kempten

Els gafets utilitzats habitualment en la costura i alta costura es fabriquen de llautó esmaltat en negre o niquelats perquè passin inadvertits. La indústria de la fornitura metàl·lica els ofereix en dues grandàries: la mida 0 (més petit) i la mida 1 (més gran).
També existeix la «cinta de gafets» de cotó o de punt. Es tracta, en realitat, de dues cintes diferents, una amb els gafets i una altra amb les baguetes; cada cinta es cus a un costat de la peça de manera que es puguin cordar l'una amb l'altra, gafet a gafet.
Existeixen altres varietats de gafets per a diferents usos: gafets gegants, gafets forts, gafets de ferro, gafets folrats...

## Usos
L'ús dels gafets és bastant antic (1443) i encara s'empren en la confecció de sostenidors. Eren imprescindibles per a les cotilles, doncs la fila de gafets reparteix l'esforç de tracció de la peça. A part d'això, el gafet és un tancament d'ús freqüent en la cintura d'una faldilla o d'uns pantalons per tal d'evitar que s'obri la cremallera.